# Borgo Sacco
Borgo Sacco è un quartiere di Rovereto in riva all'Adige di circa 5 000 abitanti, già comune autonomo  fino al 1920 poi soppresso.

## Storia
Per lungo tempo, durante il Medioevo e sino alla metà dell'Ottocento circa, è stato un importante punto d'attracco per le zattere che percorrevano l'Adige. Nel 1210 il principe vescovo di Trento Federico Vanga concesse agli zatterieri di Sacco per 500 lire il monopolio della navigazione sul fiume Adige.
L'Adige fu per secoli un'importante via di comunicazione che permise intense attività commerciali, soprattutto tra Bolzano, Trento, Verona, Chioggia e Venezia. Il porto si trovava in corrispondenza di piazza Filzi, dove c'è la chiesetta sconsacrata di San Nicolò, sede della circoscrizione, spostato poi in un punto leggermente più a sud chiamato La Moia.

## Monumenti e luoghi d'interesse

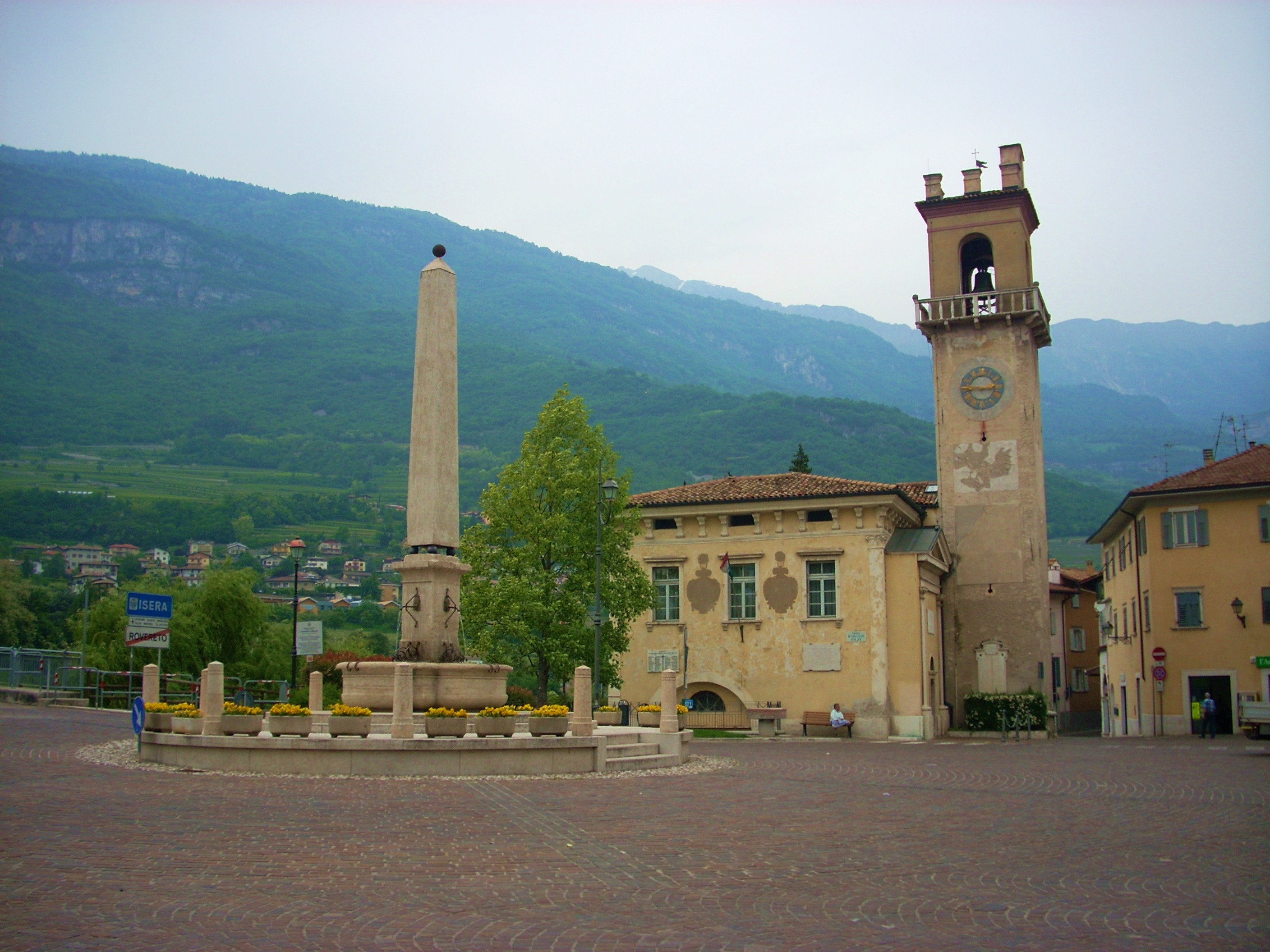
Piazza Fabio e Fausto Filzi con la Torre Civica sulla destra

### Architetture religiose
- Chiesa di San Giovanni Battista, del XIII secolo.
- Ex chiesa di San Nicolò, realizzata nel 1479 con la torre Civica e il Municipio.
- Chiesa della Santissima Trinità, menzionata la prima volta nel XIII secolo. In possesso dei conti Fedrigotti dal 1801 al 1965.[4]

### Architetture civili
- Torre Civica, detta anche Torre dell'orologio, fu realizzata nel XVI secolo sulla sommità di una delle porte di accesso della cinta muraria della città di Rovereto, che venne costruita dai Castelbarco attorno al 1300. L'orologio fu installato nel 1519.
- Manifattura Tabacchi, inaugurata nel 1854.

## Cultura

### Eventi

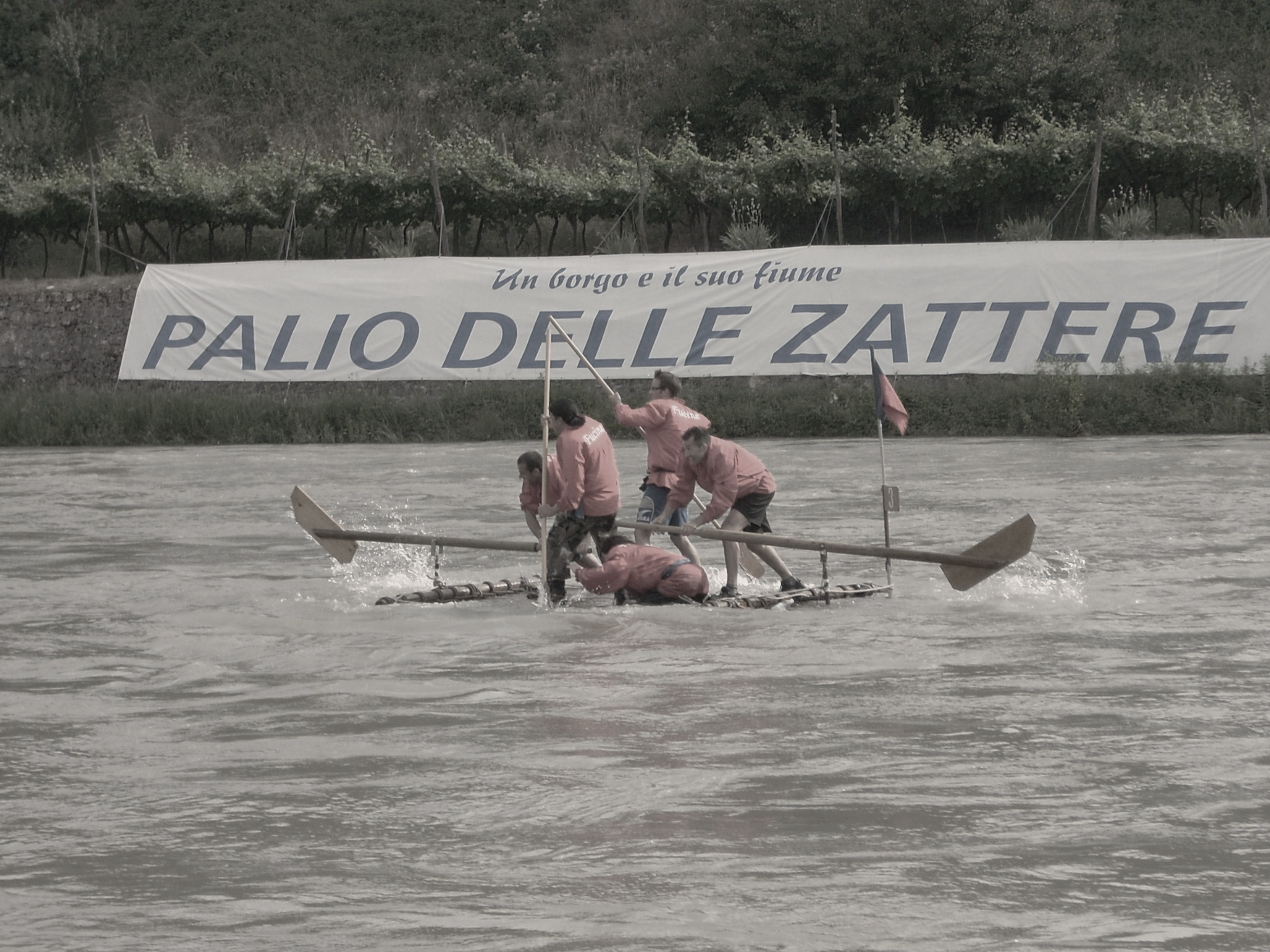
Una delle zattere partecipanti al X Palio delle Zattere di Borgo Sacco

Ogni anno, la prima domenica di giugno, si tiene la festa "Un borgo e il suo fiume", durante la quale si rinnova la tradizione della "zaterada" sull'Adige per ricordare il legame storico degli zattieri con il borgo.
Questa iniziativa, che riunisce associazioni e comitati che in passato hanno sviluppato un commercio fluviale con zattera, prevede l'incontro dei membri dell'Associazione Internazionale degli zattieri. 
Un Borgo e il suo Fiume nasce nel 1998 su idea della Circoscrizione Sacco/San Giorgio per far rivivere e preservare le antiche tradizioni legate al fiume Adige e coinvolgere la cittadinanza in un evento di grande comunione. 
Il fulcro della festa è la "zaterada", cioè il palio delle zattere: la partenza è a Calliano e la navigazione è libera fino a Villa Lagarina punto in cui gli zattieri devono superare la prima prova, che consiste nel caricare a bordo una donzella. Da qualche anno è stato aggiunto anche il recupero di un sacco, pendente da un ponte, dopo aver imbarcato la donzella. Il percorso procede fino a Sacco dove si svolge la seconda ed ultima prova: gli zattieri devono passare attraverso due pali senza toccarli, riportare a terra la donzella e il sacco e battere con un remo una campana attaccata ad un ponte. Il palio si conclude con l'attracco delle imbarcazioni, la sfilata degli zattieri e la premiazione. Vince la gara chi ha fatto il percorso in meno tempo e con il minor numero di penalità.
Importante è ricordare il passaggio della cosiddetta Zattera Storica, che nelle sue grandi dimensioni ripropone fedelmente le antiche imbarcazioni commerciali. Questa zattera è guidata da una delegazione di ospiti stranieri che navigano sull'Adige a seguito del palio.
Oltre alla competizione sul fiume, durante i giorni della manifestazione, Borgo Sacco propone una serie di iniziative culturali, quali mostre d'arte, concerti, laboratori per bambini e stand gastronomici con prodotti tipici del luogo.

## Amministrazione
Dal 1920 non è più autonomo ma è una frazione di Rovereto. Sino a quella data aveva dignità di comune e aveva una sua amministrazione. Per secoli ha gestito direttamente il rapporto tra la sua comunità e l'impero austro-ungarico del quale ha fatto parte sino al 1918.

### Convenzione tra Sacco e Regio Ministero delle Finanze austriaco
Un momento importante sul piano amministrativo nel corso del XIX secolo si ebbe quando, il 20 marzo del 1851, venne sottoscritta una convenzione tra il Regio Ministero delle Finanze austriaco e il podestà del comune di Sacco, Antonio Gasperini, che rese possibile la creazione della Manifattura Tabacchi nel territorio comunale. Questo permise a Sacco prima e a Rovereto poi di avere un enorme insediamento industriale che chiuse definitivamente solo nel 2008. L'importanza economica e sociale di questo accordo per lo sviluppo dell'intera area della Vallagarina fu determinante.